# Justicia lamprophylla
Justicia lamprophylla är en akantusväxtart som beskrevs av Emery Clarence Leonard. Justicia lamprophylla ingår i släktet Justicia och familjen akantusväxter. Inga underarter finns listade i Catalogue of Life.